# Arkadag
Arkadag – miasto w południowym Turkmenistanie, stolica wilajetu achalskiego. Nazwane na cześć tytułu (arkadag – po turkmeńsku „opiekun, protektor”), jaki nosił Gurbanguly Berdimuhamedow. W 2022 roku liczyło 567 mieszkańców. 
Miasto znajduje się około 30 kilometrów od stolicy Turkmenistanu – Aszchabadu. Budowę miasta rozpoczęto w 2019 roku, zaś uroczyste otwarcie miasta miało miejsce w czerwcu 2023 roku. Łączny koszt budowy ma wynieść około 5 miliardów dolarów. W założeniu Arkadag ma być pierwszym „inteligentnym miastem” w Turkmenistanie. Wszystkie budynki w mieście są koloru białego i mają zielone dachy, funkcjonuje w nim sieć 5G, mogą się po nim poruszać wyłącznie samochody z napędem elektrycznym, zaś energia elektryczna pochodzi ze źródeł odnawialnych. Docelowo, budowa miasta ma zakończyć się w 2026 roku. W 2023 roku w mieście mieszkało około 65 tys. ludzi.
W mieście siedzibę ma klub piłkarski FK Arkadag występujący w Ýokary Liga.